# سام كولير
سام كولير (بالإنجليزية: Sam Collier) هو سائق سباق أمريكي، ولد في 14 مايو 1912، وتوفي في 23 سبتمبر 1950.